# ジャマイカ・ボーイズ
ジャマイカ・ボーイズ（Jamaica Boys）は、1980年代後半に存在したアメリカ合衆国のクイーンズ区を拠点とするファンク・トリオである。
メンバーの1人であるマーカス・ミラーは、後期のヒット曲のいくつかでルーサー・ヴァンドロスの作曲パートナーを務めた。

## メンバー
- マーク・スティーヴンス (Mark Stevens) - リード・ボーカル
- ディンキー・ビンガム (Dinky Bingham) - ボーカル、キーボード ※マーク・スティーヴンスの後釜
- マーカス・ミラー (Marcus Miller) - ベース、キーボード、ボーカル
- レニー・ホワイト (Lenny White) - ドラム、パーカッション、ボーカル
- バーナード・ライト (Bernard Wright) - キーボード、ボーカル

## ディスコグラフィ

### アルバム
- 『ジャマイカ・ボーイズ』 - Jamaica Boys (1987年、Warner Bros.)
- 『J-BOYS』 - J Boys (1989年、Warner Bros.)

### シングル
- "Let Me Hold You Closer" (1985年)
- "(It's That) Lovin' Feeling" (1987年)
- "Spend Some Time With Me" (1988年)[1]
- 「シェイク・イット・アップ」 - "Shake It Up!" (1990年)
- "Move It!" (1990年)
- "Pick Up The Phone!" (1990年)